# Traité de paix sino-tibétain de 822
Pour les articles homonymes, voir Traité sino-tibétain et Traité de Lhassa.
Lire en ligne

Texte sur Wikisource

Le traité de paix sino-tibétain de 822 (également connu sous le nom de Traité de Lhassa) est un traité de paix signé entre Tri Ralpachen de la dynastie Yarlung, surnommé « le chevelu », empereur du Tibet (629–877), et l'empereur Tang Muzong de la Dynastie Tang de Chine en 822.
Il fait suite à un premier accord de paix signé par l'empereur Tang Dezong avec l'empire du Tibet en 783, qui sera ensuite outrepassé par l'empire tibétain.

## Historique

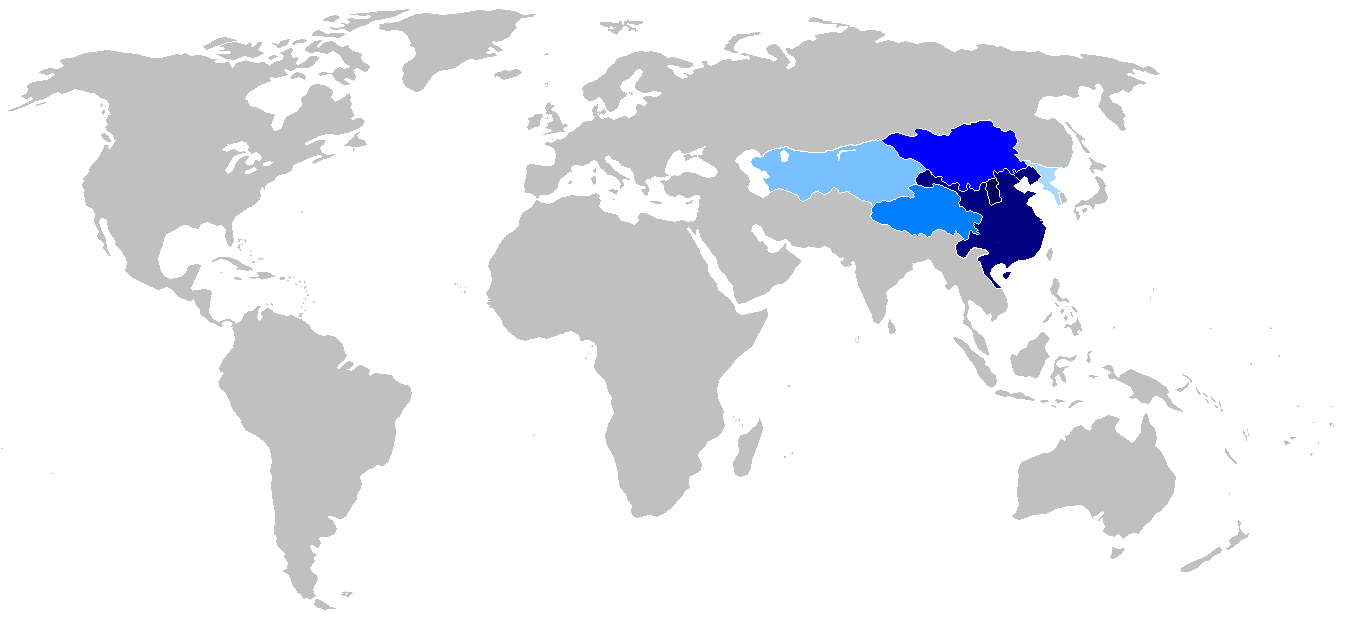
L’empire tibétain et certains empires voisins au VIIe siècle
Empire tibétain (Royaume de Tubo)
Chine des Tang
Territoires turcs orientaux disputés entre plusieurs peuples, sous contrôle chinois de 630 à 682
Territoires turcs occidentaux disputés entre plusieurs peuples, sous contrôle chinois de 642 à 665

### Contexte
Sous le règne de l'empereur du Tibet, Trisong Detsen (740-797), les forces tibétaines occupèrent pendant 15 jours la capitale de la dynastie Tang, Chang'an, et mirent en place un nouvel empereur fantoche. Elles furent expulsées après avoir mis à sac la capitale chinoise.

### Origine du conflit
Le règne de Tri Ralpachen fut caractérisé par des conflits avec le Khanat ouïghour (744–848) au Nord. Les conflits entre le Tibet et la Chine ont pour enjeu le contrôle des routes de la soie et du bassin du Tarim, au nord des territoires tibétains, et l’accès à l’Asie centrale. Pour contrer la puissance du Tibet, la Chine doit faire alliance avec les puissances musulmanes qui chassent le bouddhisme du nord de l’Inde et du bassin du Gange, son aire d’origine. Les Tibétains attaquèrent le territoire ouïghour en 816 et furent à leur tour attaqués en 821. Après une incursion tibétaine limitée en territoire chinois, les Chinois promirent des alliances matrimoniales aux dirigeants ouïghours et tibétains.

### Traité de paix

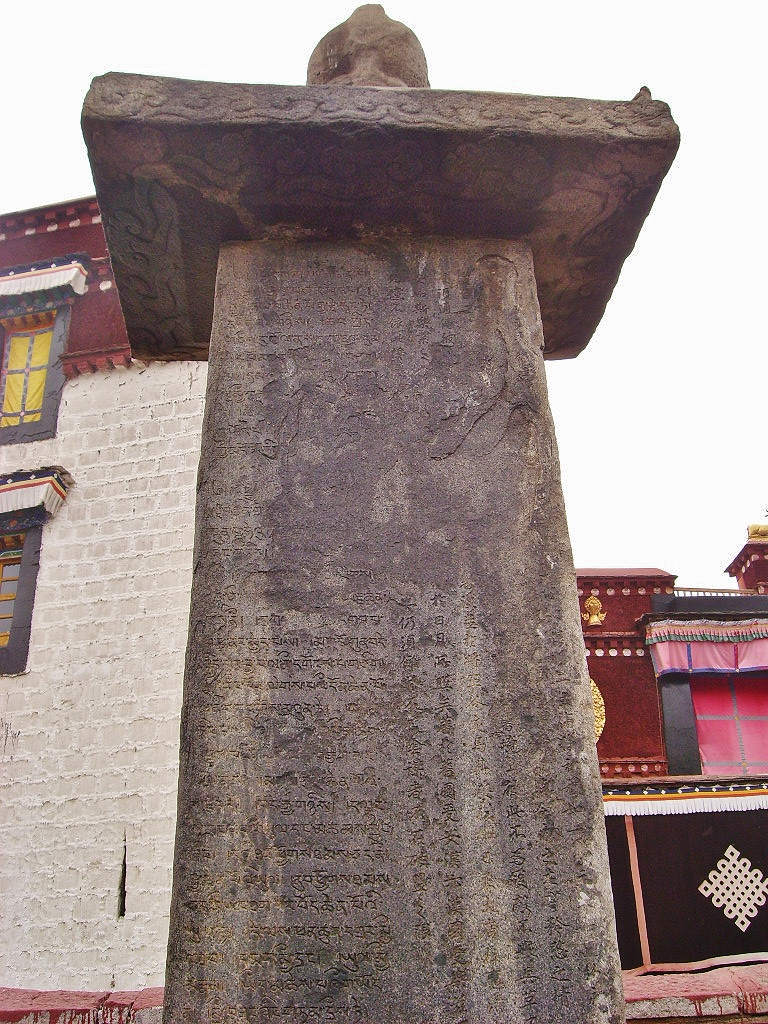
Le Doring ou stèle devant la porte principale du Temple de Jokhang à Lhassa, 2006

Ces mariages, ainsi qu'un traité de paix sino-tibétain, furent finalisés en 822. Le traité fut signé entre l’empereur du Tibet, Tri Rélpatchèn, et l’empereur chinois, Tang Muzong (820-824), de la dynastie Tang. Le traité permit de stabiliser les relations politiques, militaires et commerciales entre le Tibet et la Chine. Ainsi le traité délimita la frontière entre les deux royaumes et la Chine reconnut l'occupation du Gansu par les Tibétains.
En 823, on érigea devant la porte principale du Temple de Jokhang à Lhassa une stèle connue sous le nom de « Tablette de pierre de l’Unité du long Terme » et dont il existerait deux autres exemplaires, l'un dans la capitale de la Chine à Chang'an à la porte de l'empereur, et l'autre à la frontière tibéto-chinoise sur le Mont Meru. Y sont inscrits les termes du traité d'alliance. 
La paix fut ainsi assurée pour presque vingt ans.
Le traité servira de base aux relations entre le Tibet et la Chine jusqu'à la conquête du Tibet par les Mongols, puis du royaume de la dynastie Song du Sud au moment de fonder la dynastie Yuan, au XIIIe siècle.

## Extraits
Le traité prévoit et garantit l'indépendance des deux nations signataires.
« Le Tibet et la Chine garderont les frontières qu'ils possèdent actuellement. Tout à l'est est le pays de la grande Chine, tout à l'ouest est le pays du grand Tibet. Désormais, de part et d'autre, il n'y aura ni hostilité, ni guerre, ni prise de territoire,,. »
« Cet accord solennel ouvre une grande époque, où les Tibétains seront heureux chez eux, et les Chinois, sur la terre de Chine. »